# Horta (stație de premetrou din Bruxelles)
Horta este o stație a premetroului din Bruxelles situată în comuna Saint-Gilles din Regiunea Capitalei Bruxelles. Ea se află sub intersecția Șoselei Waterloo cu strada Rue de Parme, la est de Barrière de Saint-Gilles / Bareel van Sint-Gillis. 

## Istoric
Stația Horta a fost deschisă pe 3 decembrie 1993 și face parte din axa de premetrou Nord-Sud (anterior numită Linia 3) a Metroului din Bruxelles. Prin stație circulă tramvaiele liniilor 3, 4 și 51.
Stația este un loc de întâlnire pentru adolescenți și este patrulată de agenți de securitate ai MIVB-STIB, gardieni publici și poliție. În noaptea de 22 ianuarie 2012, Horta a suferit un grav atac cu graffiti: opt tineri cu cagule au împrăștiat cantități mari de vopsea pe ziduri și pe trepte, ducând la închiderea stației timp de 24 de ore pentru curățenie.

## Caracteristici
Stația are două linii și două peroane, dispuse de o parte și de alta a liniilor.
O parcare auto subterană ocupă spațiul dintre zona peroanelor și parcul de deasupra stației. Accesul în stație se poate face doar prin partea de est, pe la intrarea dinspre Șoseaua Waterloo. Nu a fost construită nicio ieșire spre Piața van Meenen, deși acest lucru ar fi ușurat accesul spre primăria comunei Saint-Gilles.
Stația este denumită după arhitectul Art Nouveau Victor Horta, care a proiectat câteva clădiri semnificative din zonă. Stația de premetrou este ornată cu balustrade și vitralii provenind de la  Maison du Peuple / Volkshuis și Hôtel Aubecq, imobile realizate de Horta și demolate în anii '50 și '60 ai secolului trecut. Aceste piese decorative au fost integrate celorlalte elemente arhitecturale ale stației după o idee a arhitectului Jean-Pierre Hoa. Gresia de pe pereți este de culoare gri.

## Linii de tramvai ale STIB în premetrou
- 3 Esplanade - Churchill
- 4 Gare du Nord / Noordstation - Parking Stalle
- 51 Van Haelen - Stade / Stadion

## Legături

### Linii de autobuz ale STIB în apropiere
- 48 Grand Place / Grote Markt - Decroly

### Linii de tramvai ale STIB în apropiere
- 81 Marius Renard - Montgomery
- 97 Louise / Louiza - Dieweg

## Locuri importante în proximitatea stației
- Primăria comunei Saint-Gilles;
- Ateneul Regal Victor Horta;

## Galerie de imagini

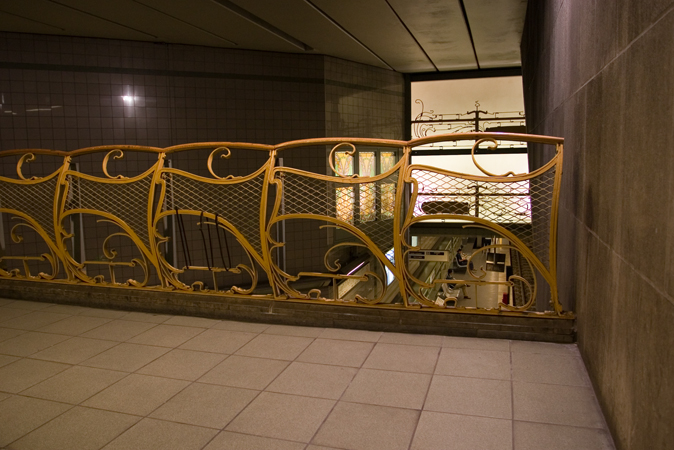
Balustradă provenind de la o clădire Art Nouveau demolată, refolosită în holul caselor de bilete.